# Some Assembly Required
Some Assembly Required ou Como Se Faz é um programa de televisão americano transmitido pelo canal da televisão a cabo Discovery Channel. No Brasil e em Portugal, o programa também é exibido pelo Discovery Channel.
É um programa que mostra como as coisas são feitas. 